# Rhopalencyrtoidea
Rhopalencyrtoidea är ett släkte av steklar. Rhopalencyrtoidea ingår i familjen sköldlussteklar.
Kladogram enligt Catalogue of Life:
| Rhopalencyrtoidea | \| \| Rhopalencyrtoidea austrina \| \| \| \| \| \| Rhopalencyrtoidea claripennis \| \| \| \| \| \| Rhopalencyrtoidea perplexa \| \| \| \| \| \| Rhopalencyrtoidea purpureicorpus \| \| \| \| |
|                   | \| \| Rhopalencyrtoidea austrina \| \| \| \| \| \| Rhopalencyrtoidea claripennis \| \| \| \| \| \| Rhopalencyrtoidea perplexa \| \| \| \| \| \| Rhopalencyrtoidea purpureicorpus \| \| \| \| |
|                   | Rhopalencyrtoidea austrina |
|                   | |
|                   | Rhopalencyrtoidea claripennis |
|                   | |
|                   | Rhopalencyrtoidea perplexa |
|                   | |
|                   | Rhopalencyrtoidea purpureicorpus |
|                   | |